# Laurel (Floride)
Laurel est une census-designated place du comté de Sarasota, dans l'État de Floride, aux États-Unis,. En 2020, elle compte une population de 12 186 habitants.